# Beecher Falls
Beecher Falls ist ein Census-designated place im Essex County des Bundesstaates Vermont in den Vereinigten Staaten. Bei der Volkszählung von 2020 lebten in Beecher Falls 139 Personen. Beecher Falls besteht aus einem Siedlungskern in der Town Canaan und liegt an der Grenze zu Kanada und New Hampshire. Damit ist Beecher Falls die nordöstlichste Siedlung Vermonts. Es ist Teil der Berlin Micropolitan Statistical Area.

## Geschichte
Als Siedlungsgebiet der Town Canaan betraf der Grant für Canaan vom 25. Februar 1782, der durch die Vermont Republic an John Wheeler, Jonathan und Araad Hunt und 41 weitere vergeben wurde, auch Beecher Falls. Die Besiedlung der Town startete im Jahr 1785. Die Grenze zu Kanada und New Hampshire wurde im Jahr 1925 verbindlich festgelegt und Beecher Falls wurde Grenzstation. Bis dahin gab es gelegentliche Scharmützel an den Grenzen.
Im Jahr 1895 wurde eine Niederlassung der Ethan Allen Global, Inc. in Beecher Falls gegründet. An diesem Standort wurden Möbel hergestellt. Zeitweise war die Fabrik die größte Möbelfabrik östlich von Michigan. Der Standort wurde im Jahr 2009 geschlossen. Dadurch verloren 250 Menschen ihre Arbeit.